# 三年坂火之夢
《三年坂火之夢》為日本作家早瀨亂的推理小說。本書為第52回江戶川亂步獎的得獎作品（與鏑木蓮的《東京歸鄉》同時得獎）。2006年8月10日，由講談社出版。

## 登場人物

### 奈良
內村實之（さねゆき）
1881年（明治十四年）出生。雙親別離，母親爾後才發現自己懷孕而產下了他，因而與父親素昧平生。18歲，身高將近180公分。奈良縣S市的中學五年級生，並且在暑假期間從事柴火批發的打工工作。
內村義之（うちむら よしゆき）
年長實之五歲的哥哥。1876年（明治九年）出生。東京帝國大學工學院的學生。
安
實之過去兼職打工的同事。16歲。
渡部義郎（わたべ よしろう）
實之的同學。
内村充輔（うちむら みつすけ）
實之的舅舅，經營燃料商店。